# Пирожков Олександр Петрович
Олекса́ндр Петро́вич Пирожко́в (рос. Александр Петрович Пирожков; * 11 січня 1946, Рязань, Росія) — російський скульптор.

## Біографічні відомості
У 1961—1962 роках навчався в Рязанському художньому училищі.
Автор скульптури «Материнство» (1969).
Брав участь у створенні монумента бойової слави радянських Збройних Сил у Львові (1970). Лауреат Шевченківської премії 1972 року за цей монумент (разом із скульпторами Дмитром Крвавичем, Еммануїлом Миськом, Ярославом Мотикою, архітектором Мироном Вендзиловичем).